# Sikirić
Sikirić (cyr. Сикирић) – wieś w Bośni i Hercegowinie, w Republice Serbskiej, w gminie Bratunac. W 2013 roku liczyła 121 mieszkańców.